# Nepenthes rowanae
Nepenthes rowanae är en tvåhjärtbladig växtart som beskrevs av Frederick Manson Bailey. Nepenthes rowanae ingår i släktet Nepenthes och familjen Nepenthaceae. Inga underarter finns listade i Catalogue of Life.

## Bildgalleri

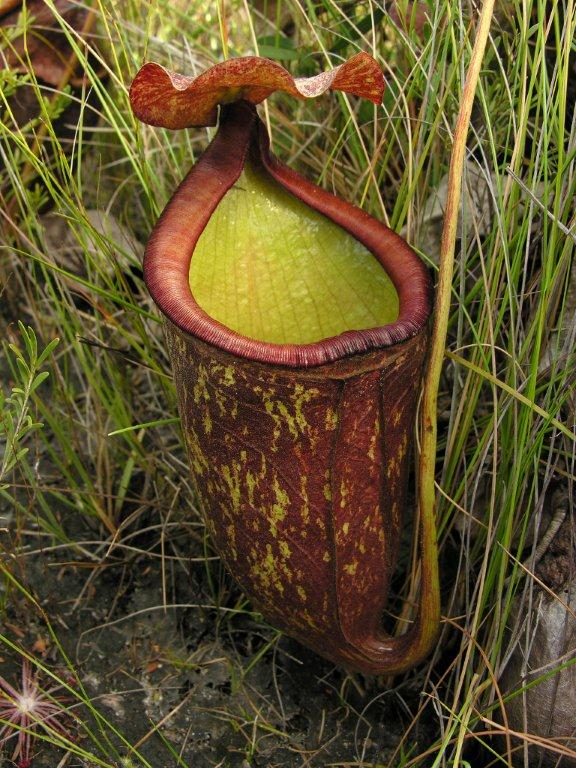
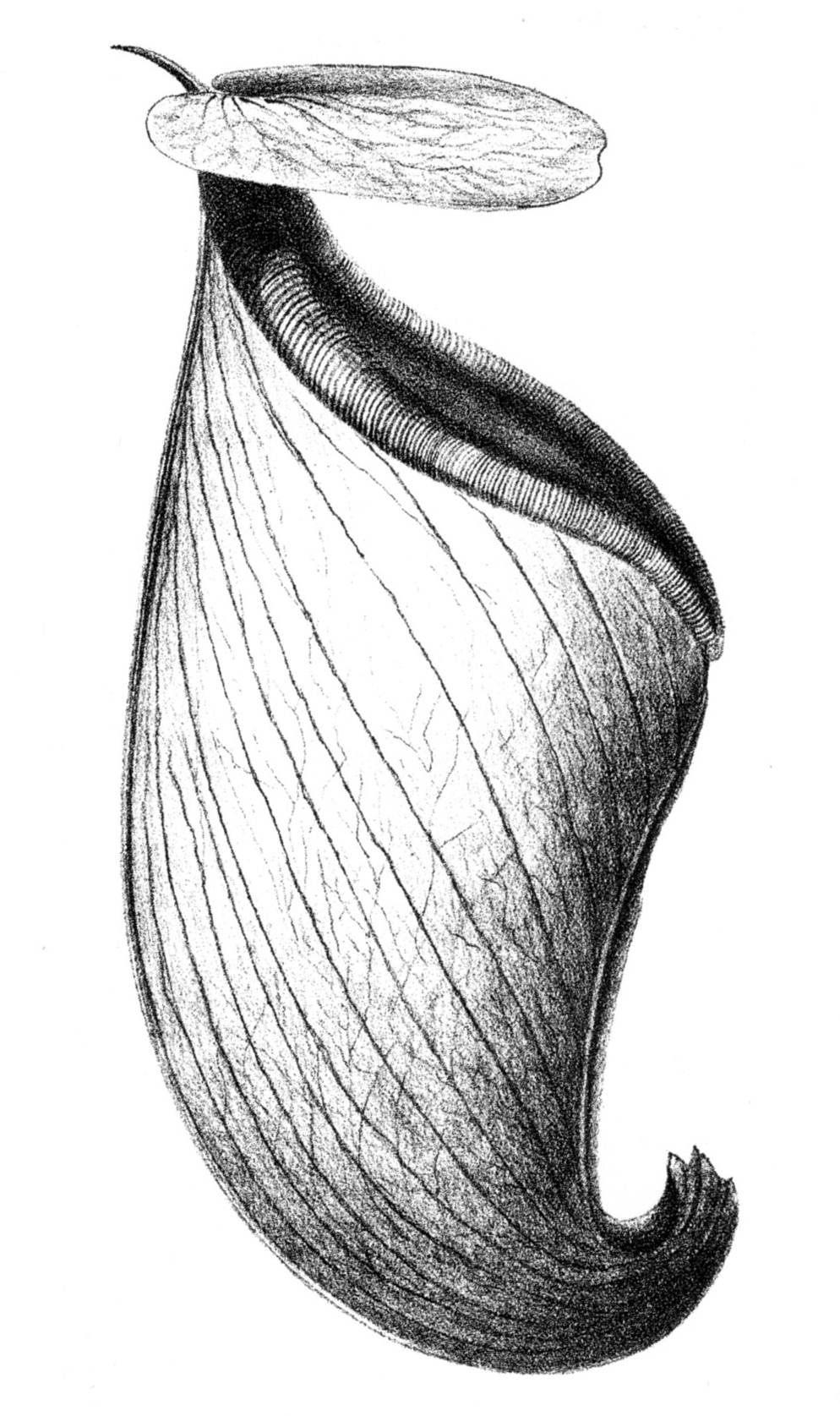